# Règlement de fonctionnement
Le règlement de fonctionnement est, en droit des institutions sociales et médico-sociales, le document par lequel un établissement ou service social ou médico-social (ESSMS) définit l'articulation entre les droits individuels des personnes accueillies ou accompagnées et les obligations de la vie collective.

## Régime juridique
Le régime juridique du règlement de fonctionnement résulte des articles L. 311-7, R. 311-34 à R. 311-37 du code de l'action sociale et des familles.
Dans tout ESSMS, l'existence d'un règlement de fonctionnement conforme est obligatoire, sous peine de sanction pénale.
Selon la jurisprudence, la nature du règlement de fonctionnement varie selon que l'ESSMS concerné relève du droit public ou du droit privé. Dans le premier cas, il s'agit d'un acte administratif règlementaire, dans le second il s'agit d'un document contractuel.

## Colloques
- "L'usager-citoyen : affirmer ses droits dans les établissements et services", colloque organisé par le Conseil général du Finistère à Brest le 18 décembre 2012 à l'occasion du dixième anniversaire de la loi n° 2002-2 rénovant l'action sociale et médico-sociale : http://www.vo-live.fr/vod/u2sS8fp.html